# Miko Mission
 (avril 2012).
Si vous disposez d'ouvrages ou d'articles de référence ou si vous connaissez des sites web de qualité traitant du thème abordé ici, merci de compléter l'article en donnant les références utiles à sa vérifiabilité et en les liant à la section « Notes et références ».
Pier Michele Bozzetti, connu sous le nom de scène Miko Mission (né le 22 juin 1945 à Alexandrie en Italie) est un chanteur italien d'italo disco.

## Biographie

### Un succès éclair dans les années 1980
Miko Mission développa son propre style, immédiatement reconnaissable dans le genre italo romantique, dans les années 1980, lorsqu'il atteignit une grande popularité  avec le succès des titres How Old Are You (en) et  The World Is You en 1984. Ces titres étaient produits par Tony Carrasco, ainsi qu'écrits et arrangés par Graziano Pegoraro, des figures du monde de l'italo disco. D'autres titres ont suivi, notamment Two For Love en 1985, mais petit à petit le public s'est détourné des productions de Miko Mission.
Miko Mission constitue un des artistes à succès de l'italo disco. Le label Blow Up Disco/Saar fut à l’origine de la production des premiers titres de Miko Mission, ce dernier décidant par la suite de signer un contrat avec le label allemand ZYX Records. Cette maison de disques aida l’artiste à entrer dans les classements allemands puis à sortir ses chansons dans de nombreux pays d’Europe, ainsi que sur d’importants marchés musicaux au niveau international, dont l’Amérique du Nord, l’Amérique latine et le Japon.

### Activité récente
Durant les années 2000, les succès de Miko Mission connurent un regain d’intérêt, de concert avec la « redécouverte » des titres italo disco, comme en témoigne le remix de How Old Are You réalisé par Master Blaster en 2003, ainsi que celui produit la même année par Italo Allstars pour le titre The World Is You.
Miko Mission enregistre toujours dans le style italo disco, qui a forgé son succès, la sortie du maxi 45 tours Let It Be Love en 2010 ayant constitué un retour aux sources pour l'artiste, et un exemple de renouvellement du genre italo disco au-delà des limites chronologiques des années 1980.

## Discographie

### Simples
- 1984 : How Old Are You (en), The World Is You
- 1985 : Two For Love
- 1986 : Strip Tease
- 1987 : Toc Toc Toc
- 1988 : I Believe
- 1989 : One Step To Heaven, Rock Me Round The World
- 1993 : I Can Fly
- 1996 : Mr.Blue
- 2008 : Thinking Of You - I've Been Thinking Of You
- 2010 : Let It Be Love